# Alfred Conrad
Pour les articles homonymes, voir Conrad.
Alfred Conrad (Strasbourg, 14 août 1824 - Paris, 31 janvier 1891), est un officier de marine français. 

## Biographie
Fils d'un officier de l'armée de terre (Joseph Conrad), il entre à l'École navale en octobre 1840 et en sort aspirant de 2e classe en septembre 1842. Il prend part alors à la campagne de la station du Brésil et de La Plata sur la Coquette et sur l'Atalante (1842-1843) puis sert sur la frégate Charte à la division du Pacifique de novembre 1843 à janvier 1846. Il est nommé entretemps en octobre 1844, aspirant de 1re classe. 
En janvier 1846, il passe sur le Neptune en escadre d'évolutions, devient enseigne de vaisseau en novembre, sert sur l'Iéna puis, en juin 1848, sur le brick Agile sur les côtes d'Espagne et d'Algérie. 
Sur l'Eldorado à la division des côtes occidentales d'Afrique (mars 1850), il commande en 1851, sur cette frégate, la compagnie de débarquement et se fait remarquer pendant les opérations du Sénégal. 
Promu lieutenant de vaisseau en décembre 1852, il sert au Levant sur le Prométhée (1853-1855), devient second du Cassini en escadre de Méditerranée (1856), participe aux opérations en Adriatique sur l'Algésiras (avril 1858) durant la campagne d'Italie de 1859 puis est engagé comme officier de manœuvre sur l'Impérial en escadre d'évolutions (1860-1861). 
En novembre 1861, il sert sur le vaisseau-école de canonnage Louis-XIV puis commande la Tourmente à la division du Mexique (1862-1863). 
Capitaine de frégate (mai 1863), commandant du Dupleix à la division des mers de Chine (novembre 1864), il le commande de nouveau par intérim en 1865. 
En janvier 1867, il devient second de la frégate cuirassé Provence et commande le bataillon de fusiliers marins de l'escadre d'évolutions, fonctions qu'il garde en mars 1868 lorsqu'il passe comme second sur le Magnanime. En juillet 1869, il est chargé de superviser les réparations de la frégate cuirassé Gloire à Toulon et est promu capitaine de vaisseau en mars 1870. 
Major de la marine à Cherbourg (juin 1870), il commande la Jeanne d'Arc pendant quelques jours de septembre 1872 puis est nommé commandant de la Thétis en escadre d'évolutions (mai 1873) puis de la Vénus à la division de l'Atlantique Sud (janvier 1875), opérant sur les côtes occidentales d'Afrique, particulièrement pendant l'expédition punitive de Landana en août 1876 dans le Bas-Congo. 
Membre du Conseil d'amirauté (octobre 1877), contre-amiral et major général à Cherbourg (octobre 1879) auprès du Préfet maritime François-Hippolyte Allemand, il commande la division du Levant avec pavillon sur le La Galissonnière en mars 1881. Son action durant l'expédition de Tunisie en occupant Tabarka et Bizerte et par sa participation aux attaques contre Sfax et Gabès d'avril à juillet 1881, s'avère déterminante. 
Lors de la révolte ʻUrabi, il est envoyé en Égypte mais les instructions gouvernementales lui interdisent toute intervention de concert avec l'escadre britannique. 
Membre du Conseil des travaux en avril 1883, il commande la section des défenses sous-marines et est promu vice-amiral en juillet 1885. 
Préfet maritime de Lorient à partir de décembre 1886, il prend sa retraite en avril 1889 et meurt à Paris le 31 janvier 1891. Il est inhumé au cimetière du Père-Lachaise (81e division, avenue circulaire, 1re ligne).
Il était, en outre, le mari de la nièce de l'amiral Bruat.

## Récompenses et distinctions
- Grand officier de la Légion d'honneur. Chevalier (14 mars 1857), officier (14 mars 1866), commandeur (29 janvier 1877) puis grand officier (9 juillet 1888) de la Légion d'honneur.
- Médaille de Crimée (1856)
- Médaille d'Italie (1859)
- Médaille du Mexique (1866)
- Grand-croix de l'Ordre du Sauveur de Grèce
- Grand-croix de l'ordre du Nichan Iftikhar (Tunisie)
- Commandeur de l'ordre de Charles III
- Titulaire de l'ordre de la valeur militaire de Sardaigne (Italie)
- Une rue de Strasbourg porte son nom.